# 高铁侠
高铁侠是广东东莞天翔制衣有限公司关联公司沈阳非凡创意动画制作集团制作的一部动画片。因其角色设计与日本动画《電光快車俠》十分相似，甚至故事、分鏡完全一樣，被网友批评其为抄袭作品。其作于2012年8月暑期档在中国大陆多家电视台播放。